# Scorpaenopsis neglecta
Scorpaenopsis neglecta és una espècie de peix pertanyent a la família dels escorpènids.

## Descripció
- Fa 19 cm de llargària màxima.[5][6]

## Hàbitat
És un peix marí, demersal i de clima tropical que viu a la plataforma continental.

## Distribució geogràfica
Es troba a Austràlia, Hong Kong, Indonèsia, Nova Caledònia i Taiwan.

## Observacions
És verinós per als humans.